# 逢源堂
逢源堂是中国广州市历史上的一座基督教堂，隶属于中华基督教会，位于荔湾区龙津西路逢源正街54号。该堂在1960年并入十甫堂。1995年十甫堂又在逢源堂原址重建。

## 歷史
逢源堂为广州最古老的教堂之一。其前身为长老会一支会，由美北长老会传教士哈巴安德创建于1862年，是该会在广州设立的5个支会之一。最初设在西关同德大街。1892年长老会一支会在逢源西街兴建礼拜堂。民国初年，在广州原属美北长老会、伦敦会、公理会等教派的十余座教堂加入了中华基督教会。
逢源堂是广州多个教育及医疗机构的发源地。在西关同德大街时期，长老会在此开设安和堂，1888年迁往花地，改为培英书院。长老会又在此开设格致书院，即私立岭南大学的前身。1899年，女传教士富马利在此开设广东女医学堂及附属赠医所，3年后改名夏葛医学院（後改名私立夏葛醫學院，最後被合併為私立嶺南大學孫逸仙博士紀念醫學院）。1911年9月，碧卢夫人(Mrs. Bigelow)在逢源堂创立慈爱幼稚园。次年增设保姆传习所，后改称慈爱幼稚師範，即后来广州西村私立协和女子中学的前身。
1960年，广州市三自爱国会推行联合礼拜，慈爱浸信会堂，远东宣教会的大同堂和中华基督教会的逢源堂与原属循道会的十甫堂合并，信徒去十甫堂礼拜，逢源堂建筑被工厂占用。文化大革命结束后，1983年12月，十甫堂成为广州第四个恢复宗教活动的教堂。此后由于该堂原本位于十甫路的建筑年久失修，于是在1995年，迁址到逢源正街的原逢源堂，并重建了一座六层楼宇，其中第一、二层为新十甫堂，三层以上为民居。这是1949年中共建政以后广州市第一座新建的教堂。